# Уаллі
Уаллі (д/н — бл. 630 до н. е.) — цар Манни близько 650—630 років до н. е.

## Життєпис
Син царя Ахшері. Близько 650 року до н. е. під час загального повстання загинув батько й більшість родичів Уаллі. Останній відправив свого сина Ерісінні до ассирійського царя Ашшурбанапала. Лише завдяки допомозі ассирійців та їх союзників скіфів вдалося приборкати повстання, після чого Уаллі посів трон. Натомість він визнав зверхність Ассирії, погодившись сплачувати данину, відправив доньку до гарему Ашшурбанапала.
Зберігав вірність ассирійських царям до кінця панування. Активно діяв спільно із скіфським царем Мадієм та повсталих мідійців та їх союзників. Помер близько 630 року до н. е. Йому спадкував Дангалах.